# Yusef Dris
Yusef Dris (en árabe: ادريس يوسف, Tizi Ouzou, 15 de octubre de 1945) escritor y periodista argelino.
Como periodista ha trabajado para publicaciones como El Moudjahid.

## Obra

### Ensayos
- Les Massacres d'octobre 1961 (2009)

### Novelas
- Les Amants de Padovani (2004)
- Affaires criminelles. Histoires Vraies ( 2006)
- Biographie de Guerouabi (2008)
- Destin à l'encre noire (2012)
- "Le puits confisqué" (2010)

### Poemarios
- Grisaille (1993)
- Gravelures (2009)